# Baron Samedi

Veve von Baron Samedi

Baron Samedi (französisch Samedi = dt. Samstag, im haitianischen Kreolisch Bawon Samdi geschrieben) ist ein übernatürliches Wesen (Loa) im Voodoo-Kult in Haiti. In den Ritualen des Voodoo spielt er eine zentrale Rolle. Er ist einer der Totenherrscher, neben dem unsterblich in die weibliche Loa Erzulie verliebten Ghede Nibo, dem unheilbringenden Ghede Zoreille und vielen anderen Loa aus der Gruppe der Ghede. Deren Feste werden vom 30. Oktober bis zum 3. November gefeiert.
Baron Samedis Frau ist Maman Brigitte (auch Madame Brigitte), sein jüngerer Bruder ist Azacca, der Loa der Landwirtschaft.

## Baron Samedi in Haiti

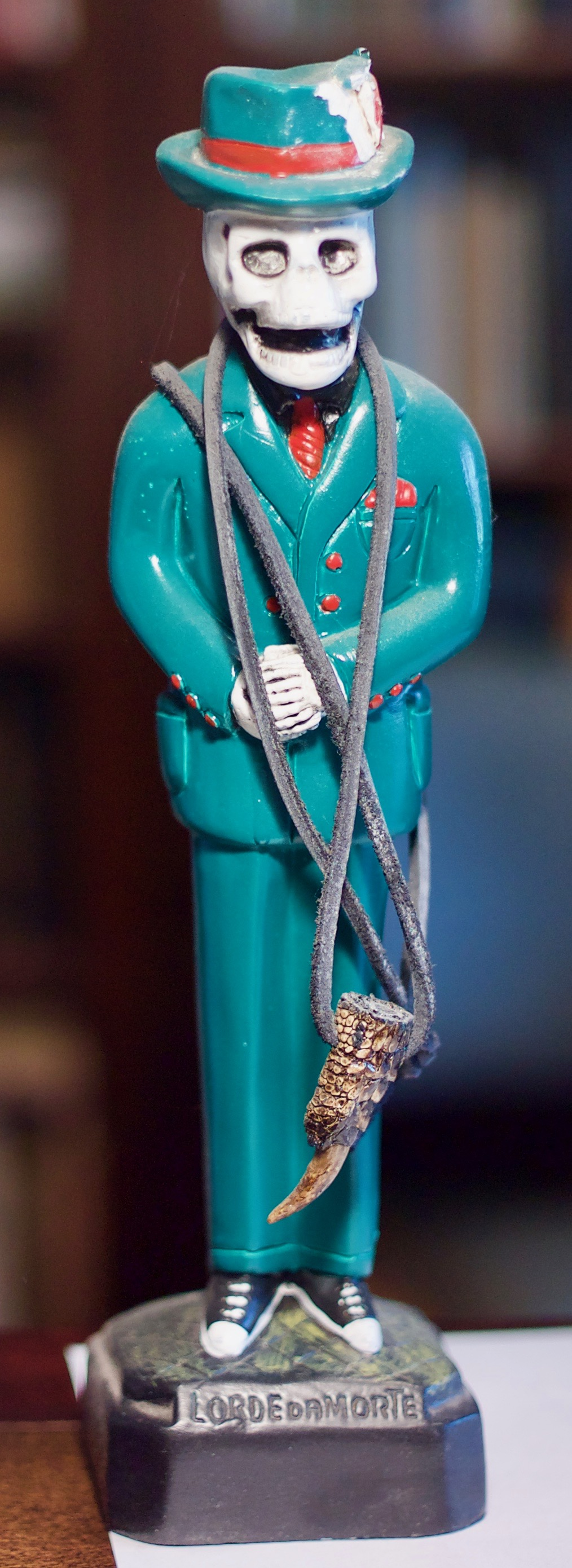
Bawon Samedi (Baron Samedi) (2003); typische Darstellung aus New Orleans

Auf Friedhöfen ist dem Baron Samedi häufig ein geschmücktes Kreuz mit Kerzen und violetten Blumen geweiht. Wenn Besucher ihn wecken wollen, so erzeugen sie ein lautstarkes Getöse durch aufeinander geschlagene Steine oder schlagen dreimal mit der stumpfen Seite einer Machete gegen ein Grabkreuz aus Stein.
Der eigentlich fast immer als unsichtbar geltende Loa wird als formell gekleideter, schwarzer Mann, wahlweise auch als Skelett beschrieben, der einen Zylinder, einen Spazierstock (oder Zeigestab) und (sofern er nicht als Skelett dargestellt wird) einen langen weißen Bart trägt. „Es gilt als sehr gefährlich, ohne seine Erlaubnis ein Grab zu öffnen.“
Mit persönlichen Bitten wenden sich insbesondere Frauen an Baron Samedi und versprechen, sollte ihre Bitte erhört werden, später mit Opfergaben (Kupfermünzen, Speisen, Genussmitteln) zurückzukehren.
Baron Samedi bevorzugt Zigarren, Rum und Fladenbrot. Genau genommen verschmäht er kaum ein Lebensmittel, denn er symbolisiert den Tod und der Tod ist niemals satt. Dann werfen die Frauen dem Baron Akazienblätter zu und sagen: „Dormi pa’fumé, Baron Samedi!“ was so viel wie „Schlafe wohlduftend, Baron Samedi“ bedeutet.
Baron Samedi, der Beherrscher aller Friedhöfe, gibt den Bittenden, wenn eine Einwilligung seinerseits stattfindet (subjektive Interpretation der Bittenden), sein Einverständnis und begibt sich daraufhin zurück in die Erde.
Daraufhin exhumierte Leichenteile können gefahrlos zur Herstellung von Talismanen und Amuletten oder für schwarzmagische Zwecke verwendet werden. Umstritten ist unter Experten, ob dieser culte des morts (übersetzt: „Die Anbetung der Toten“) wirklich zu jener synkretischen Religion gehört, welche unter dem Namen Voodoo bekannt wurde, oder ob es sich um ein Randphänomen handelt, welches sich im Laufe der Zeit entwickelt hat.

## Vereinnahmung durch totalitäre Herrscher
Der haitianische Diktator François Duvalier gab sich selbst als Baron Samedi aus, um die Unterstützung der armen Bevölkerung zu erlangen. Auch der haitianische Paramilitär Emmanuel Constant verwendete Elemente dieses Kults.

## Darstellungen in der Populärkultur
- Baron Samedi ist eine Figur in einem 1991 veröffentlichtem VHS-Brettspiel, welches in England unter dem Namen Atmosfear bekannt wurde.
- Baron Saturday war eine wichtige Figur in der Rockoper S. F. Sorrow von der Band The Pretty Things.
- Baron Samedi war ein Handlanger des Bösewichts Mr. Big im James-Bond-Film Leben und sterben lassen und tauchte außerdem im 1997 veröffentlichtem Videospiel GoldenEye auf.
- Baron Saturday war eine Figur in Terry Pratchetts Roman Witches Abroad (dt. Total verhext).
- Baron Samedi war eine Figur in King Diamonds 1998 veröffentlichtem Album Voodoo.
- Baron Samedi war eine Figur in Neil Gaimans 2001 veröffentlichtem Roman American Gods.
- Baron Samedi spielt mit anderen Loas eine Rolle in William Gibsons Neuromancer-Trilogie.
- Vgl. Hans Christoph Buch: Baron Samstag oder das Leben nach dem Tod. Roman. Frankfurt am Main 2013.
- Baron Samedi ist der Name eines Songs der Hamburger Band Kante.
- Baron Samedi ist zunächst Führer, später finaler Gegner im Playstation-Spiel Akuji the Heartless.
- Baron Samedi ist der Name eines Songs der englischen Band 10cc.
- Baron Samedi war eine Figur in der 19. Folge der fünften Staffel der Fernsehserie Supernatural.
- Baron Samedi ist der Name eines haitianischen Kriegsherrn in der zehnten und elften Folge der dritten Staffel der Fernsehserie Heroes.
- Baron Samedi ist der Gott der okkulten Sektengemeinde Söhne des Samedi in dem Videospiel Saints Row 2.
- Baron Samedi ist eine Figur in dem Videospiel Nocturne.
- Baron Samedi spielt eine tragende Rolle, nämlich die des Endgegners, in dem Adventurespiel VoodooKid. Dieses Spiel stammt aus dem Hause Infogrames und wurde 1997 veröffentlicht.
- Der Name der deutschen Doom Metal/Sludge Band Rage Of Samedi bezieht sich auf Baron Samedi.
- Ein Character in dem Computerspiel Shadowrun Returns welches 2013 veröffentlicht wurde benutzt den Namen Baron Samedi und dessen distinktive Symbolik, den Schädel mit Zylinderhut, als Alias um anonym mit dem vom Spieler gesteuerten Protagonisten digital zu kommunizieren.
- Baron Samedi ist eine Figur am Ende der zweiten und Anfang der dritten Staffel der Mystery-Krimiserie Grimm.
- Baron Samedi ist ein spielbarer Charakter im Spiel Smite.
- Der Spielcharakter „Baptiste“ im Spiel Vainglory weist sowohl äußerlich, als auch charakterlich deutliche Parallelen zu Baron Samedi auf.
- In der Erweiterung Battle for Azeroth des Massively Multiplayer Online Role-Playing Game World of Warcraft erscheint Spielern der Fraktion „Horde“ beim Ableben anstelle des regulären Geisterheilers ein Troll namens „Bwonsamdi“, der äußerlich und charakterlich Parallelen zu Baron Samedi besitzt. Dabei ist „Bwonsamdi“ in der Geschichte von World of Warcraft der Loa der Toten des Volkes der Trolle. Er ist der Loa der Schattenjäger.
- Der Song Enslaver Of Souls der niederländischen Death-Thrash-Metalband Legion of the Damned handelt von Baron Samedi.
- Baron Samedi so wie weitere Voodoopraktiken werden in der Serie Marvel’s Cloak & Dagger benutzt.
- Der Charakter Mambo Marie offenbart sich in der sechsten Folge der vierten Staffel von Chilling Adventures of Sabrina als Baron Samedi. In den letzten Minuten ist er auch als dieser zu sehen.
- Im Pen-&-Paper-Rollenspiel Vampire: Die Maskerade ist Baron Samedi der Gründer der Blutlinie Samedi.
- Baron Samedi ist ein Spiced Rum mit 40 Vol.-%, hergestellt und abgefüllt in Kentucky, USA für die Gruppo Campari.
- Der erste Bosskampf im Computerspiel Mafia 3 findet in einem Baron Samedi – hier Baron Saturday genannt – gewidmeten überschwemmten Freizeitpark statt.
- Baron Samedi ist ein spielbarer Charakter in dem rundenbasierten Strategiespiel "Rogue Lords".